# Підлоговий унітаз

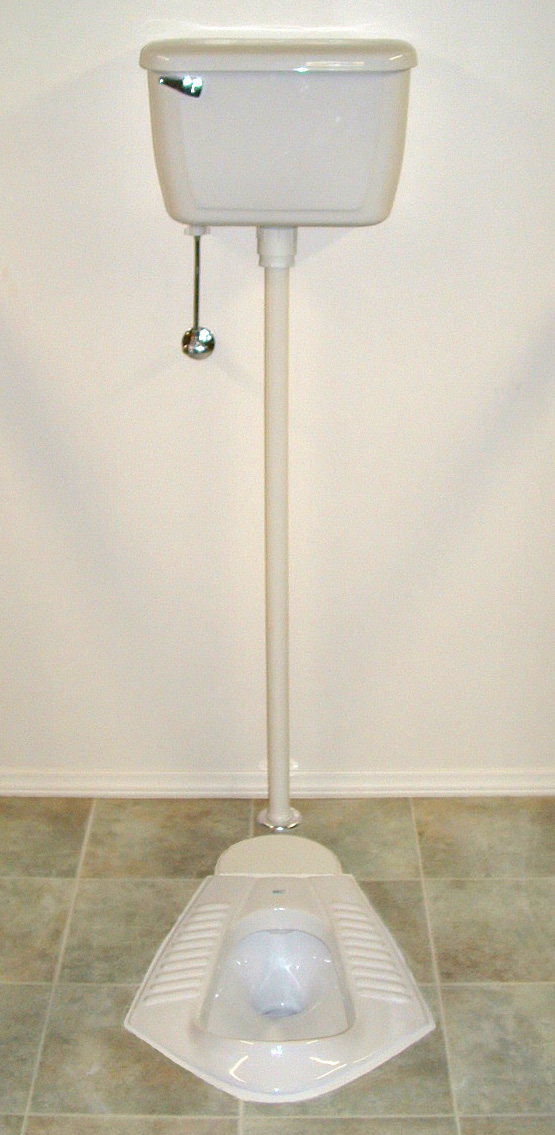
Підлоговий унітаз із зливним бачком

Підлоговий унітаз, «ча́ша Ге́нуя», туре́цький уніта́з — унітаз, який передбачає сидіння навпочіпки при його використанні. Є різні види підлогових унітазів, але всі вони являють собою, по суті, отвір у підлозі. Застосовуються в громадських вбиральнях, в залізничних вагонах, в солдатських казармах. Також існують унітази для сидіння навпочіпки, мають ту ж висоту, що і звичайні унітази, іноді такі унітази мають як підставки для ніг, так і сидіння, що дозволяє, за вибором користувача, сидіти як прямо, так і навпочіпки.
Перевагами є простота і надійність конструкції, дозволяє легко встановити кабіну туалету та сам унітаз, має кращу стійкість до вандалізму та безпеки експлуатації, дотримання санітарних норм — до раковини унітазу торкаються лише взуття. Основним недоліком є сидіння навпочіпки, що не є зручним для людей з надмірною вагою.
В ісламських країнах сидіння навпочіпки в туалеті є місцевою культурною традицією (ісламський туалетний етикет забороняє мочитися стоячи, і тому правовірні мусульмани повинні сидіти навпочіпки або на сидінні). 